# Gbely
Gbely är en stad i distriktet Skalica i regionen Trnava i västra Slovakien.

## Geografi
Staden ligger på en altitud av 190 meter och täcker en area på 59,95 km². Den har ungefär 5 155 invånare (2017).